# Bassus rugareolatus
Bassus rugareolatus är en stekelart som beskrevs av Henry Lorenz Viereck 1917. Bassus rugareolatus ingår i släktet Bassus och familjen bracksteklar. Inga underarter finns listade.